# Gérard Welter
Gérard Welter (Thorigny-sur-Marne, 20 ottobre 1942 – Jossigny, 31 gennaio 2018) è stato un progettista, ingegnere e dirigente sportivo francese, noto per aver disegnato e progettato la Peugeot 205, co-fondato la Welter-Meunier e diretto il Centro Stile Peugeot negli anni 1998-2007.

## Biografia

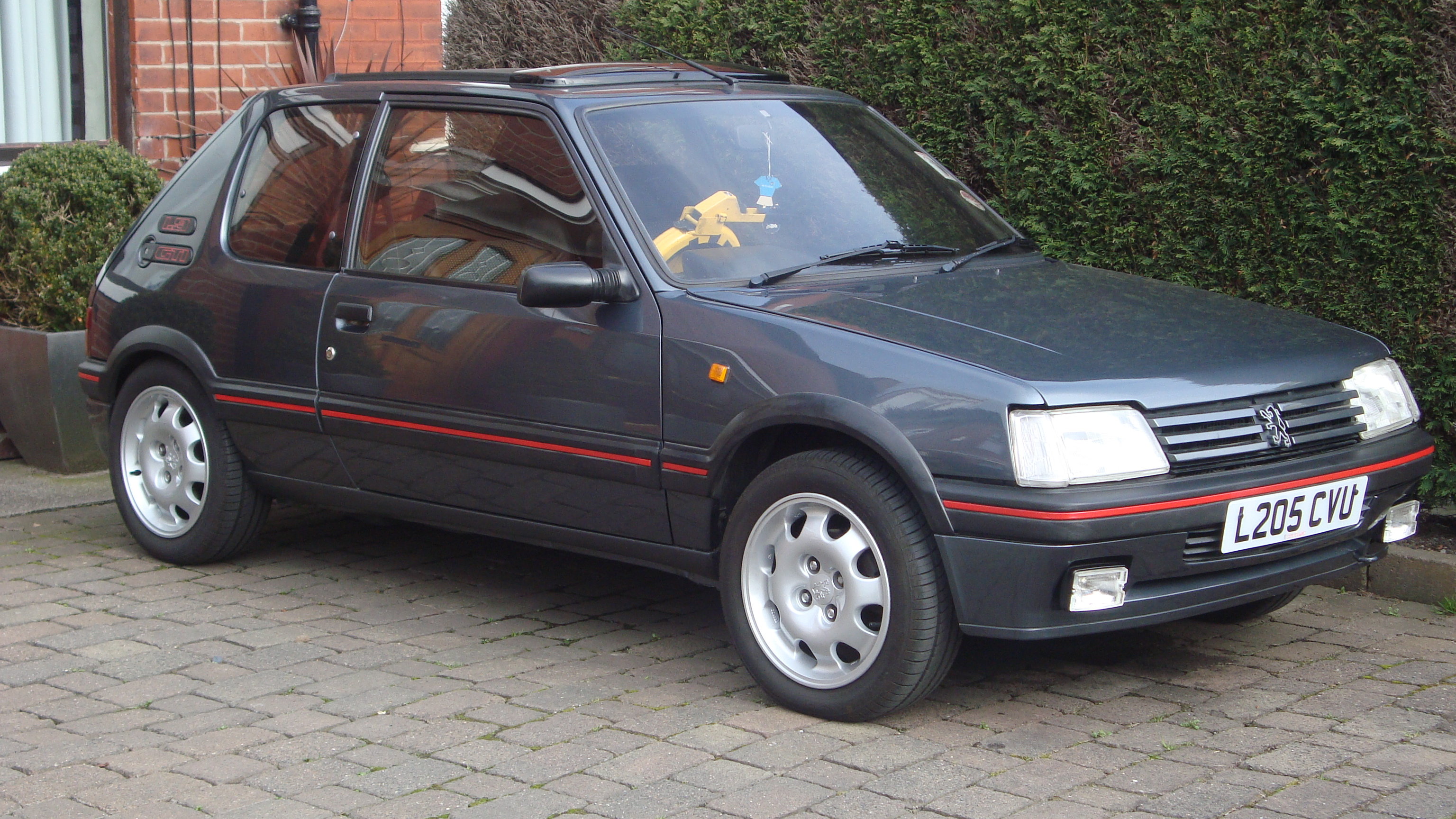
Peugeot 205 1,9 GTI, opera più famosa di Welter

Entrò nel centro stile Peugeot nel 1960 all'età di 17 anni, all'interno del team guidato da Paul Bouvot. Ha disegnato e progettato le luci posteriori per la Peugeot 404 e poi ha lavorato sulla 204 coupé e cabriolet. È diventato responsabile dello stile esterno nel 1975 e poi direttore del Centro Stile del marchio nel 1998.
Ha lavorato sulla 304 uscita nel 1969, sulla 604 (1975) e la 305 (1977), poi sulla 405 (1987) e la 406 Coupé (1996). Sulla 504 e poi sulla 304, fu il fautore del design dei fari. Il suo lavoro di maggior successo fu la Peugeot 205. All'inizio degli anni 2000, disegnò la Peugeot 407 e la concept car 407 Elixir (2003). Ha anche progettato le concept car Oxia nel 1988, Asphalte nel 1996, 20 Heart nel 1998, 607 Féline nel 2000, RC Pique et Carreau nel 2002, 907 nel 2004, 20Cup nel 2005 e 908 RC nel 2006. La sua ultima creazione fu la RCZ Coupé.
Nel 2007 venne sostituito da Jérôme Gallix.
Oltre alle sue attività in Peugeot, Gérard Welter ha co-fondato insieme a Michel Meunier, la società Welter-Meunier nel 1969 che progettava e costruiva auto da competizione per le gare di durata. Il team parteciperò alle 24 Ore di Le Mans dal 1976 al 1989. Durante la 24 Ore di Le Mans 1988, la WM P88 (da lui disegnata) raggiunse una velocità massima di 407 km/h sul rettilineo di Les Hunaudières, un record finora ineguagliato.
Nel 2016 venne invitato nella trasmissione Vintage Mecanic per parlare della Peugeot 205.
Nella notte tra l'8 e il 9 febbraio 2011 fu vittima di un tentativo di assassinio nella sua abitazione da parte del miglior amico di una delle sue figlie e riuscì a mettere in fuga il suo aggressore.
Mori il 31 gennaio 2018.

## Modelli progettati
- Peugeot 205
- Peugeot 206
- Peugeot Quasar
- Welter-Meunier P88
- Peugeot 406
- Peugeot 907 (2004)